# Playtime
Playtime är en fransk film från 1967 i regi av Jacques Tati. Tati spelar Monsieur Hulot som omges och förvirras av modernistisk arkitektur och ny teknik i det centrala Paris. Filmen vann priset som bästa film i filmfestivalen i Venedig men blev ekonomiskt sett ett fiasko.

## Rollista i urval
- Jacques Tati – Monsieur Hulot
- Barbara Dennek – Barbara, en ung amerikansk turist
- Jacqueline Lecomte – Barbaras reskamrat
- Valérie Camille – Mr. Lacs sekreterare
- France Rumilly – försäljare
- Laure Paillette – första damen vid lyktstolpen
- Colette Proust – andra damen vid lyktstolpen
- Erica Dentzler – Mr/Mrs Giffard
- Yvette Ducreux – la demoiselle du vestiaire
- Rita Maiden – Mr. Schultzs kompanjon